# Bivinia jaubertia
Bivinia es un género monotípico de plantas  perteneciente a la familia Salicaceae. Su única especie, Bivinia jaubertia, es originaria de Kenia; Mozambique; Zimbabue, Sudáfrica y Madagascar donde se encuentra en las provincias de Antsiranana, Fianarantsoa, Mahajanga y Toliara.

## Descripción
Es un arbusto o árbol que rara vez alcanza un tamaño de 20 m de altura, la corteza es lisa de color gris. Las ramas marrón grisáceas, con lenticelas pálidas. Las láminas foliares son ovadas, elípticas o de amplias subobovadas, el ápice subcaudado-acuminado, la base ampliamente cuneada, finamente cartáceas, crenado, excepto cerca de la base y  ligeramente pubescentes en particular en el nervio central y los nervios, glabrescentes con la edad, miden de 4,5-10  cm de largo, 2,5-4  cm ancho, con nervios laterales 7-8 pares. Las inflorescencias en racimos cilíndricos, densamente floreados, de 5-12 cm de largo, en un pedúnculo corto, cubierto con una pubescencia gris corta, pedicelos delgados, de 2-3  mm de largo. Sépalos ovado-deltoides, subagudos, pubescentes en ambas caras, de 2-3 mm de largo, 1.5-2 mm amplio. Las glándulas densamente pubescentes, truncadas, subenteros. Los filamentos delgados, glabros, 3-4 mm de largo, anteras de 0,2 mm de diámetro. Ovario globoso, tomentuloso blanco; estilos divergentes, glabros. El fruto es una cápsula globosa, pubescente. Las semillas de color marrón oscuro, casi cilíndricas, de ± 2 por 1 mm, cubiertas de pelo algodonoso blanco de hasta 4 mm de largo.

## Taxonomía
Bivinia jaubertia fue descrita por  Louis René Tulasne y publicado en Annales des Sciences Naturelles; Botanique, sér. 4 8: 78–79, en el año 1857. Está nombrado en memoria de botánico francés Louis Hyacinthe Boivin.
Sinonimia
- Calantica jalbertii (Tul.) Baill.[4]